# Nabe

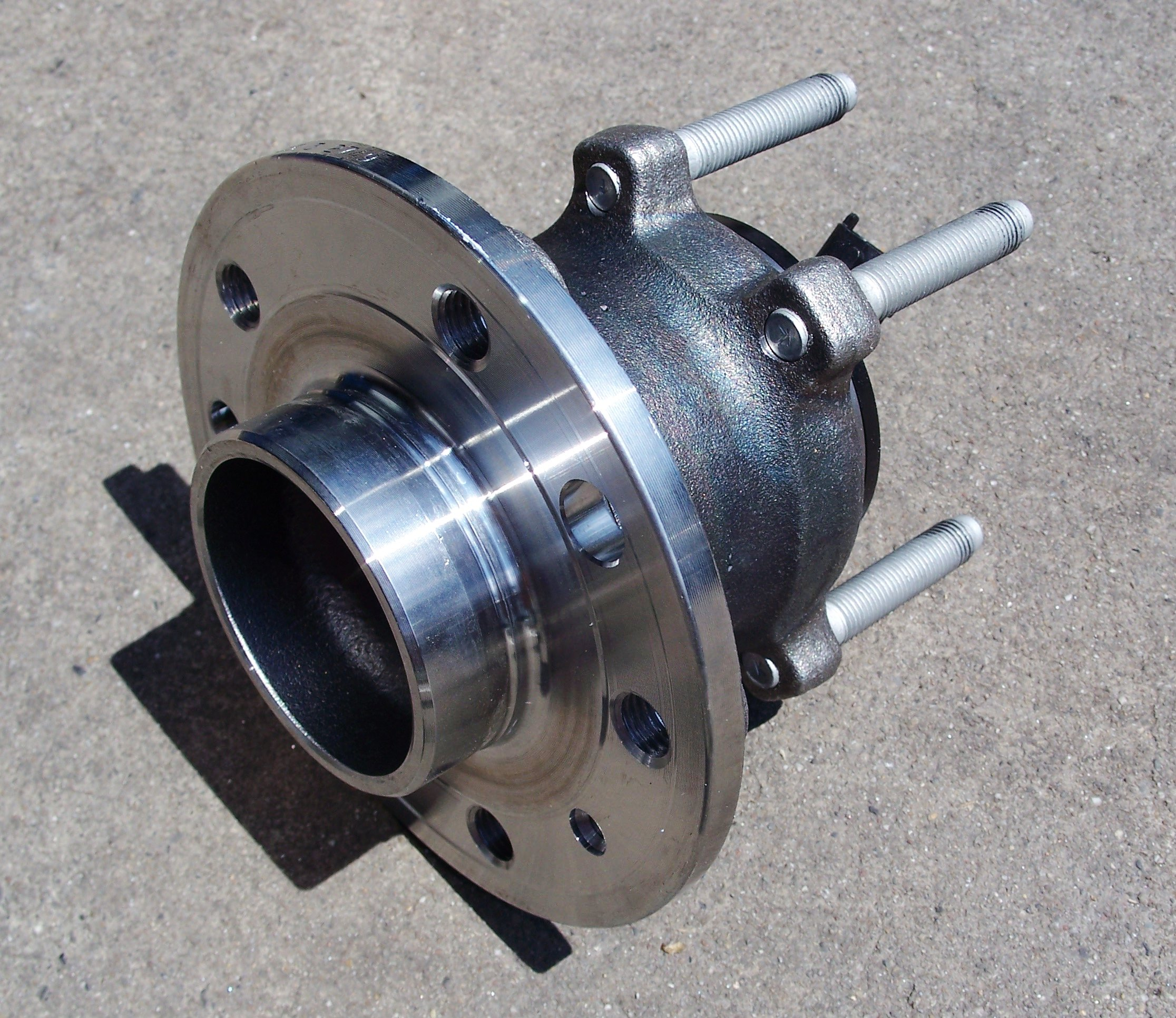
Radnabeneinheit eines Kraftfahrzeugs

Als Nabe bezeichnet man den rotierenden Teil eines Bauelements, der mit einer Welle, Achse oder einem Zapfen verbunden wird. Es könnte z. B. in einem Zahnrad, Hebel oder Rad stecken.
Bei einem Rad (etwa an einem Kraftfahrzeug oder dem Laufrad an einem Fahrrad, siehe Fahrradnabe) dreht sich die Radnabe um die feststehende Achse und stützt sich dabei auf der Achse über zwei Lager ab.
Mit der sich drehenden Welle kann die Nabe eines Bauteils auf folgende Weisen fest verbunden werden:
- stoffschlüssig (mit einem Klebstoff oder durch Löten)
- formschlüssig (über eine bestimmte Form) oder
- kraftschlüssig / reibschlüssig (mithilfe von Reibungskräften),

siehe auch Welle-Nabe-Verbindungen.

## Materialien, integrierte Funktionen
Historisch bestanden Radnaben bei eisenbereiften Holzspeichenrädern aus Holz, wurden von zwei Eisenreifen zusammengehalten, konnten eine Gleitlagerbüchse eingepresst haben und wurden gefettet auf die leicht konischen und etwas nach unten geneigten Achsstummel eines mehrspurigen Fahrzeugs gesteckt, mit dem sie ein Gleitlager bildeten. Radblock und Laufrad haben – weil einspurig – jedoch eine horizontale, durchgesteckte Achse. Moderne Pferdewagen haben schon Wälzlager an Holzspeichenrädern.
Während Achsen auch bei leichten Fahrzeugen zumeist aus Stahl gebaut sind, evtl. hohlgebohrt, bestehen Naben oft aus leichterem Aluminium, halten jedoch typisch zwei stählerne Wälzlager. Radnaben können Trommelbremsen und im Fall von Fahrrädern Schaltgetriebe (Nabenschaltung) aufnehmen oder Band- oder Scheibenbremsen und mehrere Ritzel zur Ausbildung einer Kettenschaltung. Radnaben an Kinderwagen weisen Arretierungsschlitze als Wegrollsicherung auf, Kfz-Naben haben häufig eine Schrittindikatorscheibe plus Sensor angebaut, um als Drehgeber für Tachometer und Antiblockiersystem zu dienen. Nichtschaltbare Planetengetriebe in Radnaben von Lkw und Baumaschinen erlauben geringere Drehmomente im Antriebsstrang.
Schon erste Elektrovierradfahrzeuge um 1890 wurden mit Radnabenmotoren ausgestattet, seit ca. 2000 sind solche üblich bei Elektrofahrrädern und verbreitet bei Elektro- und Hybrid-Kfz. Verbrennungsmotoren in Radnaben sind eine historische Kuriosität um etwa 1920–1950 bei Motorfahrrädern. Arbeitsmaschinen mit Kettenfahrwerk haben in der Regel Hydraulikmotoren als Antrieb.

## Nabenlose Räder
Bei kleineren, simpleren, urtümlicheren Rädern kann die Nabe graduell verschwinden, bis nur mehr eine Bohrung in der Walze oder Radscheibe übrig bleibt.
Räder lassen sich auch ohne Nabe konstruieren: als Kugel, bohrungslose zylindrische Scheibe, Gleichdick oder Ring. In jedem Fall ist eine an mehreren Stellen angreifende Führung von außen notwendig, im Fall des Rings alternativ auch von innen.
Mit einem innen dreifach geführten ausreichend großen Ring lässt sich ein Einrad konstruieren, das seinen Passagier samt Sitz und Antrieb – per Muskel oder Motor – in der Radmitte aufnimmt, wobei der Schwerpunkt des Innenteils typisch tiefer als die geometrische Radmitte liegen soll.
Im Rhönrad steht ein Mensch. Nabenlos rollende Ringe um jeden Fuß bilden eine Art querfahrende Rollschuhe. Das Ultimate Wheel ist ein Einrad ohne Lagerung an seiner Drehachse.